# Do Dehak
Do Dehak (persiska: دودِهَك, دو دهک, Dūdhak, دُو دِهَك) är en ort i Iran.   Den ligger i provinsen Markazi, i den centrala delen av landet, 190 km söder om huvudstaden Teheran. Do Dehak ligger 1 372 meter över havet och antalet invånare är 849.
Terrängen runt Do Dehak är varierad. Do Dehak ligger nere i en dal.Runt Do Dehak är det ganska glesbefolkat, med 31 invånare per kvadratkilometer. Närmaste större samhälle är Delījān, 19,4 km sydost om Do Dehak. Omgivningarna runt Do Dehak är i huvudsak ett öppet busklandskap.